# Бибер, Джастин
Джа́стин Дрю Би́бер (англ. Justin Drew Bieber; род. 1 марта 1994[…], Лондон, Онтарио, Канада) — канадский певец. Обладая уникальной способностью сочетать различные музыкальные стили, он утвердился в статусе глобальной иконы поп-музыки. Его карьера началась в 2008 году благодаря продюсеру Скутеру Брауну, который заметил юного исполнителя на YouTube. При поддержке Ашера Бибер переехал в США, где вскоре подписал контракт с лейблом RBMG Records. Дебютный мини-альбом My World (2009) мгновенно принёс ему международную известность, закрепив за ним репутацию нового кумира молодёжи
Настоящий прорыв случился с выходом первого полноформатного альбома My World 2.0 (2010), который дебютировал на вершине Billboard 200, сделав Бибера самым юным исполнителем за почти пять десятилетий, достигшим этого результата. Ведущий сингл релиза — «Baby» (при участии Лудакриса) — вошёл в число самых продаваемых композиций в истории. В 2011 году его рождественский альбом Under the Mistletoe стал первым в истории чартов праздничным релизом от мужчины-исполнителя, сразу занявшим первое место. Третий студийный альбом, Believe (2012), ознаменовал переход к более зрелому звучанию с элементами электронной музыки, а его акустическая версия позволила Биберу войти в историю: к 18 годам он стал первым артистом, пять раз возглавившим Billboard 200.
Эксперименты с электронной танцевальной музыкой (EDM) достигли нового уровня в 2015 году: сингл «Where Are Ü Now», записанный совместно с дуэтом Jack Ü, принёс ему «Грэмми» в категории «Лучшая танцевальная запись». Этот успех повлиял на звучание четвёртого альбома Purpose (2015), который подарил миру три хита, последовательно возглавлявшие Billboard Hot 100: «Love Yourself», «Sorry» и «What Do You Mean?». Бибер стал первым исполнителем, одновременно занявшим три верхние строчки британского чарта. В 2017 году его участие в синглах «I’m the One» (DJ Khaled) и «Despacito» (Луис Фонси) привело к беспрецедентному достижению: две недели подряд он сменял сам себя на первом месте Hot 100. За «Despacito» он получил «Латинскую Грэмми», став одним из немногих англоязычных артистов, удостоенных этой награды.
Пятый R&B-альбом Changes (2020) и шестой Justice (2021) продолжили победное шествие по чартам. Сингл «Peaches» (при участии Дэниела Сизара и Giveon) помог Биберу превзойти рекорд Элвиса Пресли, установленный в 1965 году: он стал самым молодым артистом с восемью альбомами №1 в США. В том же году его совместный трек с The Kid Laroi — «Stay» — стал 8-м синглом, достигшим вершины Hot 100.
Бибер входит в число самых коммерчески успешных музыкантов в истории: общее количество проданных копий его записей превышает 150 миллионов, а пять его релизов получили «бриллиантовый» статус от Американской ассоциации звукозаписывающих компаний (RIAA). Среди его наград — две премии «Грэмми», «Латинская Грэмми», восемь наград «Джуно», две Brit Awards, 26 Billboard Music Awards, 18 American Music Awards, 22 MTV Europe Music Awards (абсолютный рекорд среди всех исполнителей), 23 Teen Choice Awards (максимум для мужчины-артиста) и 33 рекорда Книги Гиннесса. Журнал Time включил его в список 100 самых влиятельных людей мира (2011), а Forbes трижды (2011—2013) называл его среди самых авторитетных знаменитостей планеты. По версии Billboard, Бибер занимает восьмое место в списке величайших поп-звёзд XXI века.

## Биография и карьера

### 1994—2007. Детство и юность
Джастин Дрю Бибер родился 1 марта 1994 года в больнице Святого Иосифа в Лондоне (провинция Онтарио) и вырос в Стратфорде. Его родители, Джереми Джек Бибер и Пэтти Маллетт, на момент его рождения были 18-летними подростками и вскоре после этого расстались. Пэтти, работавшая на низкооплачиваемых офисных должностях, воспитывала сына одна, живя в социальном жилье. Помощь в воспитании мальчика ей оказывали мать Дайан и отчим Брюс. Несмотря на развод, Бибер поддерживал связь с отцом. По происхождению он имеет французские, ирландские, английские, шотландские и немецкие корни.  
У Джастина есть трое младших единокровных братьев и сестёр. В отношениях Джереми Бибера с его бывшей девушкой Эрин Вагнер, продлившихся семь лет и завершившихся в 2014 году, родились дочь Джазмин и сын Джексон. В феврале 2018 года Джереми женился на своей партнёрше Челси, и у них появилась дочь Бэй. Также у Джастина есть сводная сестра Элли — дочь Челси.  
Бибер получил начальное образование в двух франкоязычных школах Стратфорда — католической школе Жанны Сове и государственной школе Бедфорда. В седьмом и восьмом классах он учился в средней школе Стратфордского округа. Среднее образование он завершил в католической школе Святого Михаила, окончив её в 2012 году с отличными оценками.  
С детства Бибер осваивал игру на фортепиано, ударных, гитаре и трубе. В начале 2007 года, в возрасте 12 лет, он занял второе место на местном вокальном конкурсе в Стратфорде, исполнив песню Ни-Йо «So Sick». Пэтти выложила запись выступления на YouTube для друзей и родственников, а затем стала публиковать и другие каверы Джастина на R&B-композиции, что постепенно привлекло к нему внимание зрителей. В том же году он выступал на ступенях театра Эйвон, играя на арендованной гитаре в туристический сезон.

### 2008—2010. Начало карьеры иMy World
Во время поиска в интернете видеозаписей другого исполнителя маркетинговый директор лейбла So So Def Recordings Скутер Браун случайно наткнулся на видео 2007 года, где Джастин исполнял кавер на песню Ни-Йо «So Sick». Впечатлённый талантом подростка, Браун разыскал школу, в которой учился Бибер, а затем театр, где тот выступал, после чего связался с его матерью. Первоначально она отнеслась к этому скептически из-за иудейского вероисповедания Брауна, даже обратившись с молитвой к Богу: «Я вручила сына Тебе. Неужели Ты не мог послать христианина, христианский лейбл?» Однако духовные наставники убедили её позволить Биберу сотрудничать с Брауном. В возрасте 13 лет юный исполнитель отправился в Атланту (штат Джорджия), чтобы записать демоматериалы. Уже через неделю он выступал перед Ашером, и вскоре был подписан к совместному лейблу Брауна и Ашера — Raymond Braun Media Group (RBMG). По некоторым данным, конкуренцию им составлял Джастин Тимберлейк, но идея продвижения двух артистов с одинаковыми именами была сочтена потенциально проблемной для рынка.  

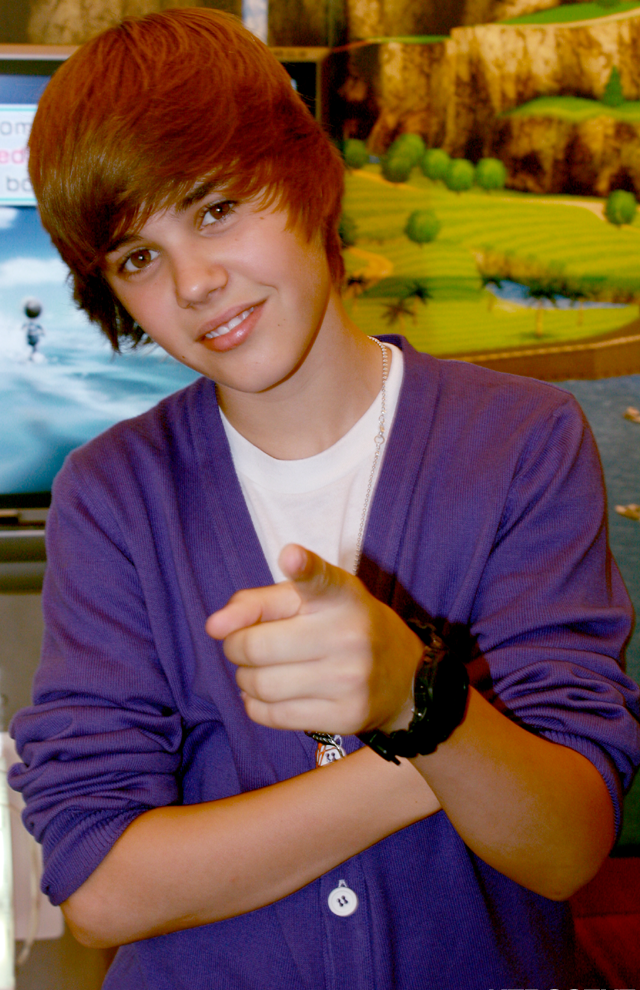
Бибер на автограф-сессии в 2009 году

Далее Ашер привлёк к поискам лейбла для Бибера своего менеджера Криса Хикса, который организовал прослушивание у Эл-Эй Рида, главы Island Def Jam Music Group. В октябре 2008 года Бибер подписал контракт с Island Records (в результате чего было создано совместное предприятие RBMG и Island Records), и Хикс занял пост вице-президента Def Jam, чтобы курировать карьеру артиста. Вскоре Бибер и его мать переехали в Атланту для активной работы с Брауном и Ашером. С этого момента Браун официально стал менеджером певца.
Первый сингл Бибера «One Time» вышел в радиоэфир, пока артист ещё работал над дебютным альбомом. Уже в июле 2009 года композиция заняла 12-ю строчку в канадском чарте Canadian Hot 100, а в США достигла 17-го места в Billboard Hot 100. Осенью того же года песня добилась успеха и на международной арене, получив платиновый статус в Канаде и США, а также золотой — в Австралии и Новой Зеландии.  
17 ноября 2009 года состоялся релиз дебютного мини-альбома My World, предваренного не только вторым синглом «One Less Lonely Girl», но и двумя промосинглами — «Love Me» и «Favorite Girl», выпущенными эксклюзивно в iTunes Store. Все четыре трека попали в топ-40 Billboard Hot 100, благодаря чему Бибер стал первым сольным исполнителем в истории, кому удалось добиться такого результата ещё до выхода первого альбома. Позже «One Less Lonely Girl» также отправился на радио, поднявшись в топ-20 чартов Канады и США и получив золотую сертификацию в последней.  
После выхода My World Бибер установил ещё один рекорд: семь песен из его дебютного релиза одновременно оказались в Billboard Hot 100. Сам альбом получил платиновый статус в США и двойной платиновый — в Канаде и Великобритании.  
Для продвижения релиза Бибер активно выступал в эфире телевизионных шоу, включая The Today Show, The Ellen DeGeneres Show, Good Morning America и другие. В конце 2009 года он также появился в эпизоде сериала «Тру Джексон». Одним из знаковых моментов стало выступление на рождественском мероприятии Christmas in Washington в Белом доме, где Бибер исполнил классическую песню «Someday at Christmas» для президента Барака Обамы и первой леди Мишель Обамы. Этот концерт был показан 20 декабря на канале TNT.

### 2010—2011.My World 2.0, «Никогда не говори „никогда“» иUnder the Mistletoe
31 января 2010 года Бибер выступил одним из ведущих 52-й церемонии «Грэмми». В том же году он принял участие в записи благотворительного сингла «We Are the World», приуроченного к 25-летию оригинальной версии. Проект был организован для помощи пострадавшим от землетрясения на Гаити. Бибер исполнил первую строчку песни, которая в оригинале принадлежала Лайонелу Ричи. 12 марта 2010 года вышел кавер на композицию K’naan «Wavin’ Flag», записанный группой канадских музыкантов под названием Young Artists for Haiti. Бибер участвовал в записи, исполнив заключительные строки.  

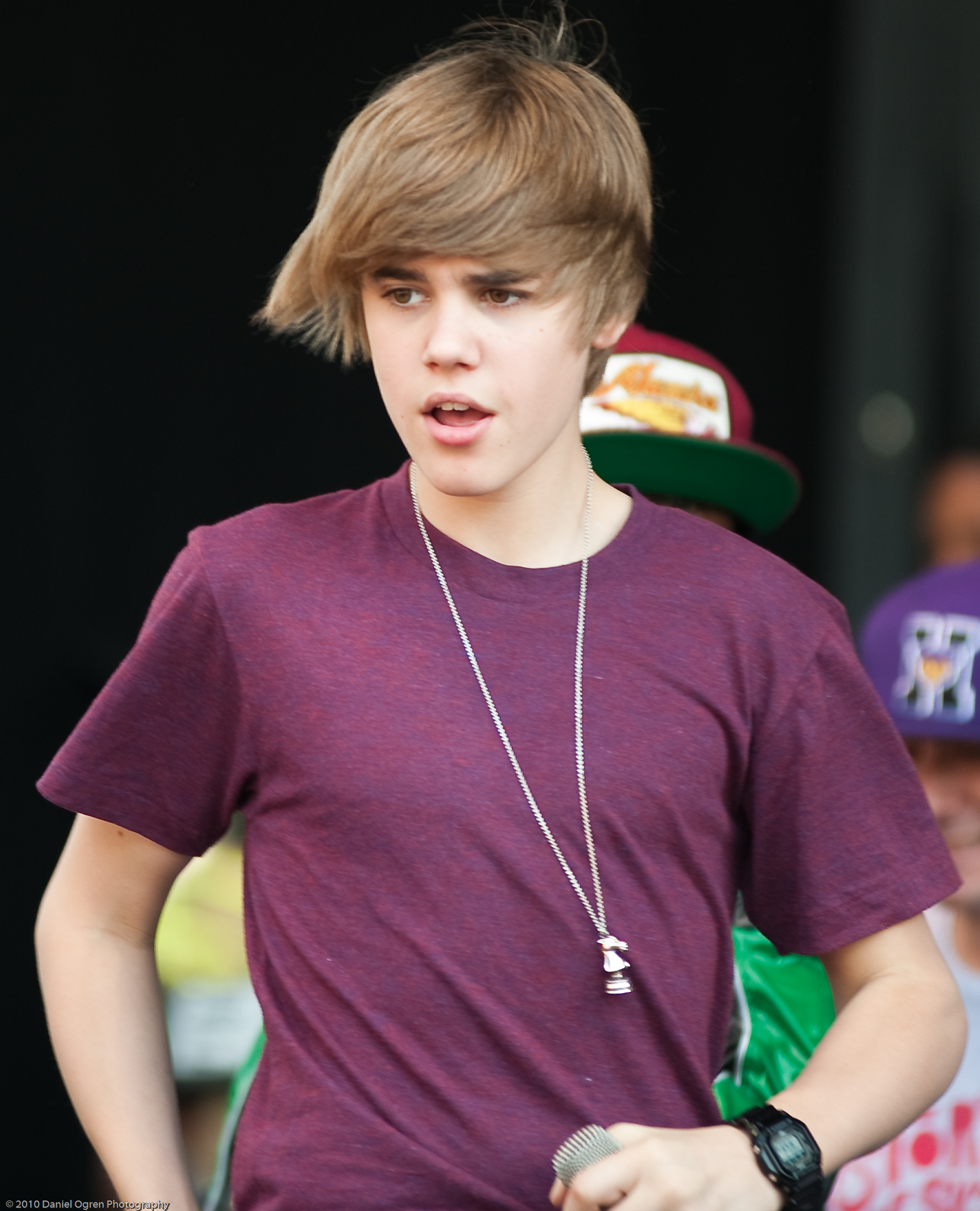
Бибер на пасхальном концерте в Белом доме в 2010 году

В январе 2010 года был выпущен сингл «Baby» с его дебютного альбома My World 2.0. Песня, записанная при участии Лудакриса, стала международным хитом, заняв пятое место в Billboard Hot 100, третье — в Canadian Hot 100 и попав в топ-10 многих зарубежных хит-парадов. Промосинглы «Never Let You Go» и «U Smile» вошли в топ-30 Billboard Hot 100 и топ-20 канадского чарта. Альбом получил в целом положительные отзывы критиков и дебютировал на первой строчке Billboard 200, сделав Бибера самым молодым сольным исполнителем, возглавившим этот чарт, со времен Стиви Уандера в 1963 году. My World 2.0 также занял первое место в чартах Канады, Ирландии, Австралии и Новой Зеландии, а также вошёл в десятку лучших в пятнадцати других странах.  
Для продвижения альбома Бибер появился на нескольких телешоу, включая The View, Kids’ Choice Awards 2010, Late Show with David Letterman. Следующий сингл с альбома, «Eenie Meenie», записанный при участии Шона Кингстона, достиг топ-10 в Великобритании и Австралии, а также попал в топ-20 других стран. В апреле 2010 года вышел сингл «Somebody to Love», а позже — его ремикс при участии Ашера, наставника Бибера. 23 июня артист отправился в первый сольный тур My World Tour, посвящённый поддержке альбомов My World и My World 2.0. В мае того же года он принял участие в записи песни «Rich Girl» рэпера Soulja Boy. В июле Бибер стал самым популярным запросом среди знаменитостей в интернете, а его клип «Baby» обогнал «Bad Romance» Леди Гаги по количеству просмотров на YouTube, одновременно став самым «дизлайкаемым» роликом платформы. В сентябре сообщалось, что, по данным сотрудников Twitter, 3% всего трафика соцсети было связано с обсуждением Бибера.

На альбоме My World 2.0 голос Джастина стал заметно глубже по сравнению с дебютным мини-альбомом, что было связано с периодом полового созревания. В апреле 2010 года певец прокомментировал изменения в вокале: 
Он ломается. Как у любого подростка, мне приходится с этим справляться, но у меня лучший вокальный тренер … Некоторые ноты, которые я брал в „Baby“, теперь мне недоступны. На концертах мы понижаем тональность.  
23 сентября 2010 года Бибер дебютировал в качестве приглашённой звезды в премьерном эпизоде сезона американского криминального сериала «C.S.I.: Место преступления». Он сыграл роль трудного подростка, перед которым стоял сложный моральный выбор, связанный с его братом — серийным подрывником. Его персонаж появился и в одном из последующих эпизодов, вышедшем 17 февраля 2011 года, где был убит.  

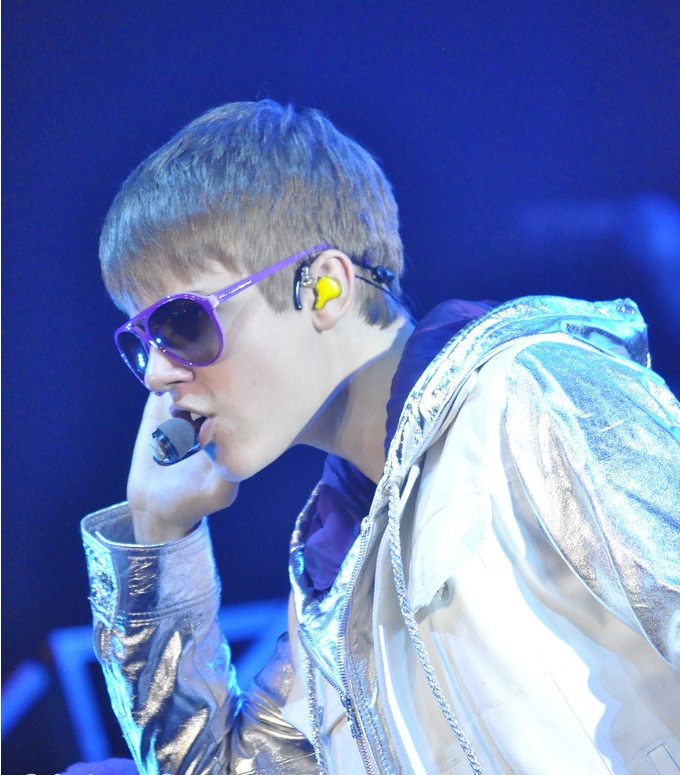
Выступление Бибера в Индонезии в рамках My World Tour в 2011 году

12 сентября 2010 года на церемонии MTV Video Music Awards Бибер исполнил попурри из своих хитов «U Smile», «Baby» и «Somebody to Love», а также сыграл на ударных. В октябре он анонсировал выход акустического альбома My Worlds Acoustic, который был выпущен 26 ноября в США и включал переработанные версии его предыдущих песен, а также новый трек «Pray». Тогда же свет увидела его автобиография «Первый шаг к вечности. Моя история», написанная в соавторстве с фотографом Робертом Кэплином. 
11 февраля 2011 года состоялась премьера трёхмерного фильма «Джастин Бибер: Никогда не говори никогда», сочетавшего элементы биографии и концертной записи. Режиссёром выступил Джон Чу, известный по фильму «Шаг вперёд 3D». Картина возглавила бокс-офис, собрав $12,4 млн в первый день проката в 3105 кинотеатрах. За первые выходные её сборы составили $30,3 млн, лишь немного уступив романтической комедии «Притворись моей женой» ($31 млн). Фильм превзошёл ожидания экспертов, почти повторив результат 3D-фильма Майли Сайрус «Ханна Монтана и Майли Сайрус: Концертный тур „Две жизни“» ($31,1 млн), который удерживал рекорд по сборам среди музыкальных документалок. В итоге «Никогда не говори никогда» заработал $99 млн по всему миру, став на тот момент самым кассовым концертным фильмом в истории.  
14 февраля 2011 года вышел сопровождающий альбом Never Say Never: The Remixes с ремиксами на композиции из дебютного релиза Бибера, включая коллаборации с Сайрус, Крисом Брауном и Канье Уэстом. В июне трек «That Should Be Me» (при участии Rascal Flatts) принёс ему первую награду в жанре кантри — «Совместное видео года» на CMT Music Awards. Журнал Time включил Бибера в список 100 самых влиятельных людей мира, а Forbes поставил его на второе место среди самых высокооплачиваемых знаменитостей до 30 лет с доходом $53 млн за год. Тогда же вышел его совместный сингл с Крисом Брауном «Next to You» с альбома F.A.M.E., чёрновой вариант клипа на который был слит в сеть 6 июня, а официальная версия появилась 17 июня. 
1 ноября Бибер выпустил рождественский альбом Under the Mistletoe, ставший первым праздничным релизом мужчины-исполнителя, дебютировавшим на вершине Billboard 200 (210 000 копий за первую неделю). В ноябре 2021 года он и синглы с него вошли в список «Лучшие рождественские альбомы всех времён» и «100 лучших рождественских песен всех времён» по версии Billboard. Ведущий трек «Mistletoe» возглавил чарты Billboard Holiday 100 и Holiday Digital Songs. Второй сингл — кавер на «All I Want for Christmas Is You» Мэрайи Кэри с её участием — также получил высокие оценки. 

### 2012—2014.Believe,Journalsи другие работы

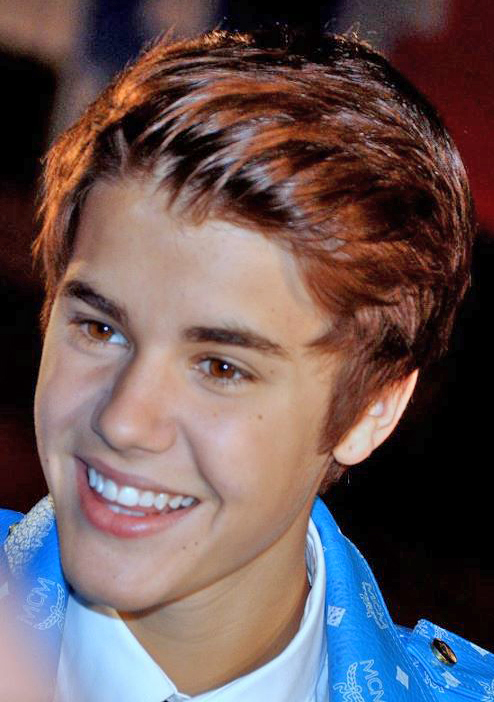
Бибер на церемонии вручения наград NRJ Music Awards 2012 в Каннах (Франция)

В конце 2011 года Джастин приступил к работе над третьим студийным альбомом, получившим название Believe. 1 марта 2012 года он появился на шоу Эллен Дедженерес, где объявил, что ведущим синглом станет композиция «Boyfriend», выпущенная 26 марта. Песня дебютировала на второй строчке Billboard Hot 100, с общим числом продаж в 521 000 цифровых копий, что стало вторым по величине показателем за первую неделю в истории цифровых релизов. Билл Уэрде из Billboard отметил, что сингл не смог занять первую позицию из-за эксклюзивного распространения через iTunes Store, что ограничило возможности покупки для тех, кто не пользуется этим сервисом. Однако «Boyfriend» стал первым синглом Бибера, возглавившим Canadian Hot 100, где продержался на вершине одну неделю. В феврале 2012 года музыкант принял участие в записи трека «Live My Life» американской хип-хоп-группы Far East Movement для их альбома Dirty Bass. Песня появилась в сети на пять дней раньше запланированного срока и вошла в топ-30 Billboard Hot 100. В мае того же года вышел промосингл «Die in Your Arms», за которым последовал второй предрелизный трек «All Around the World», записанный при участии Лудакриса. Второй официальный сингл с альбома, «As Long as You Love Me» (при участии Бига Шона), был выпущен 11 июня 2012 года и достиг шестой позиции в Billboard Hot 100.  
Альбом вышел 19 июня 2012 года под лейблом Island Records и ознаменовал отход от подросткового поп-звучания в сторону более зрелых дэнс-поп и R&B-элементов. Стремясь к новому звучанию, Бибер сотрудничал как с известными урбан-продюсерами, включая Darkchild, Hit-Boy, Дипло и Макса Мартина, так и со своими постоянными партнёрами. Журнал Entertainment Weekly высоко оценил эту трансформацию, назвав альбом «одновременно переосмыслением и представлением нового этапа». Издание Rolling Stone отметило более глубокий вокал и насыщенные биты, хотя и иронично отозвалось о некоторых текстах, намекающих на взросление артиста. Believe дебютировал на первом месте Billboard 200, став четвёртым альбомом Бибера, достигшим этой позиции. В Канаде за первую неделю было продано 57 000 копий, что также обеспечило ему вершину местного чарта. В сентябре 2012 года Бибер принял участие в записи песни «Beautiful» для альбома Kiss Карли Рэй Джепсен, а в октябре вышел третий сингл «Beauty and a Beat» (при участии Ники Минаж). Клип на эту композицию установил рекорд по количеству просмотров за 24 часа — 10,6 млн.
Тур Believe Tour, призванный поддержать альбом, стартовал в сентябре 2012 года в Глендейле (штат Аризона). 14 декабря Бибер вновь появился в эфире шоу Эллен Дедженерес, анонсировав акустический альбом Believe Acoustic, выпущенный 29 января 2013 года. Релиз дебютировал на вершине Billboard 200, сделав Бибера первым в истории артистом, получившим пять альбомов №1 в США до достижения 19-летнего возраста.  
9 февраля 2013 года музыкант во второй раз стал ведущим и музыкальным гостем шоу Saturday Night Live, однако его выступление получило негативные отзывы критиков и даже участников проекта. Кейт Маккиннон отметила, что Бибер явно чувствовал себя неуверенно, а Билл Хейдер заявил, что за восемь лет работы в программе это был единственный ведущий, оправдавший свою скандальную репутацию.  

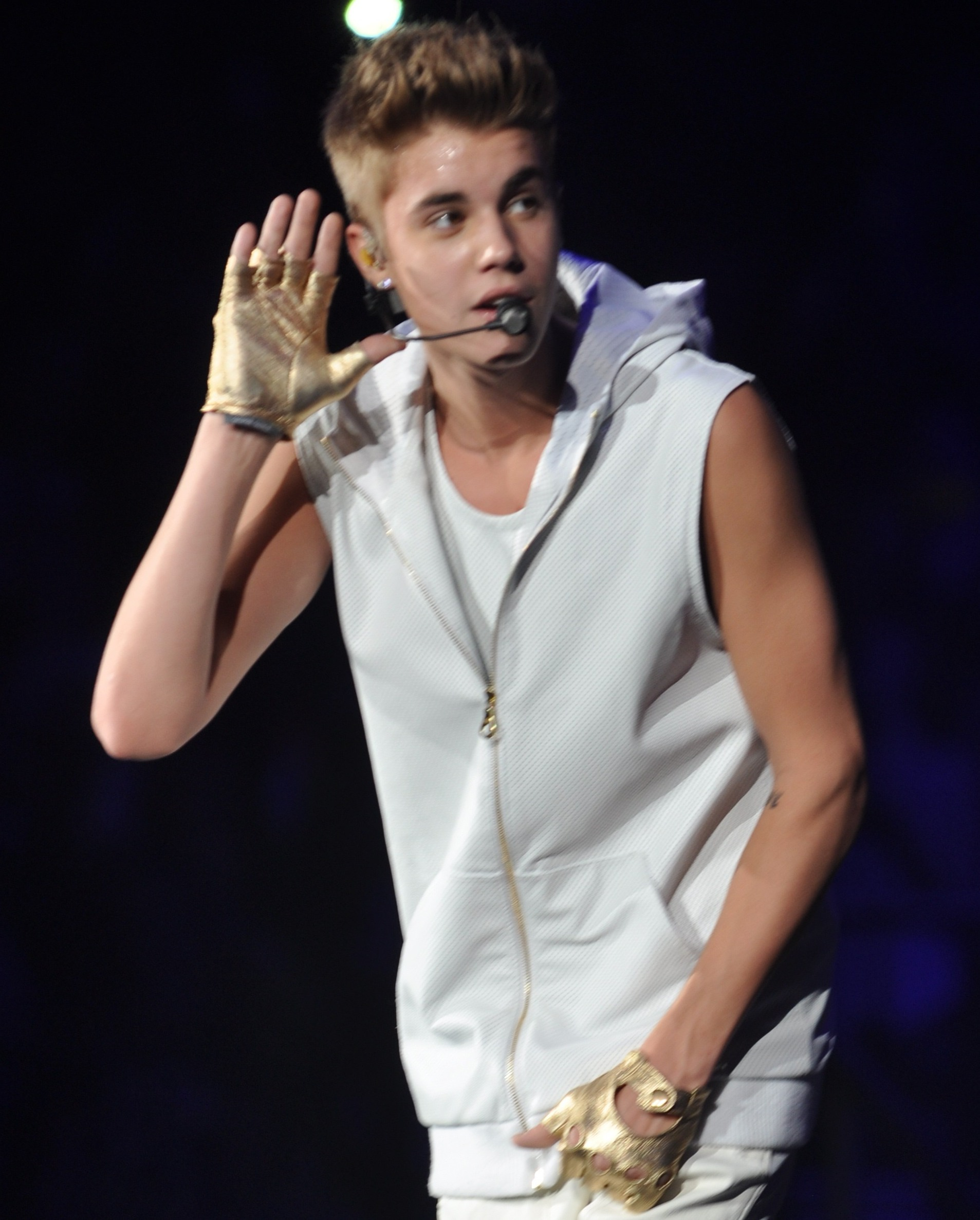
Выступление Бибера в рамках Believe Tour в октябре 2012 года

7 марта во время гастролей в Лондоне Бибер потерял сознание за кулисами Арены O2 и был госпитализирован с жалобами на проблемы с дыханием. Вскоре после этого он отменил второй концерт в Лиссабоне из-за низких продаж билетов, хотя первый прошёл по плану. Летом того же года в сеть утекла неавторизованная ремикс-версия неизданной песни Майкла Джексона «Slave to the Rhythm» при участи Бибера, которую правообладатели оперативно удалили с платформ. Позже также появился слитый трек «Twerk» рэпера Lil Twist при участии Бибера и Майли Сайрус, а в сентябре он принял участие в записи песни «Lolly» Maejor Ali и Juicy J. Тогда же вышел клип «Melodies» певицы Мэдисон Бир с камео Бибера. 
3 октября артист объявил о старте проекта Music Mondays: в течение десяти недель по понедельникам выпускался новый трек в преддверии выхода фильма «Джастин Бибер. Believe» — сиквела его предыдущей документальной ленты. Режиссёром вновь выступил Джон Чу. Первой песней цикла стал «Heartbreaker» (7 октября), за которым последовали «All That Matters», «Hold Tight», «Recovery», «Bad Day», «All Bad», «PYD» (при участии Ара Келли), «Roller Coaster», «Change Me» и «Confident» (при участии Chance the Rapper). 9 декабря было объявлено, что все десять треков войдут в компиляционный альбом Journals, дополненный пятью новыми песнями, клипом на «All That Matters» и трейлером к фильму. Альбом был доступен для покупки на iTunes лишь с 23 декабря 2013 по 9 января 2014 года. В ноябре 2014 года Бибер выпустил трек «Home to Mama» при участии австралийского исполнителя Коди Симпсона и возглавил рейтинг Forbes 30 Under 30 как самый высокооплачиваемый артист младше 30 лет. 
В апреле 2014 года в результате реструктуризации The Island Def Jam Music Group Бибер, как и ряд других артистов, перешёл под управление Def Jam Recordings, завершив сотрудничество с Island Records.

### 2015—2017.Purpose
В феврале 2015 года Бибер выпустил сингл «Where Are Ü Now», созданный в сотрудничестве с дуэтом Jack Ü. Композиция достигла восьмой позиции в Billboard Hot 100, возглавила чарт Hot Dance/Electronic Songs и принесла музыканту первую «Грэмми» в категории «Лучшая танцевальная запись» на 58-й церемонии вручения наград. В том же месяце Бибер появился в клипе Карли Рэй Джепсен на песню «I Really Like You». В марте артист стал главным героем юмористического шоу «Прожарь звезду» на Comedy Central, а в июле принял участие в реалити-шоу «Битва фонограмм». В том же месяце он снялся в одном из эпизодов шоу Knock Knock Live на Fox. 

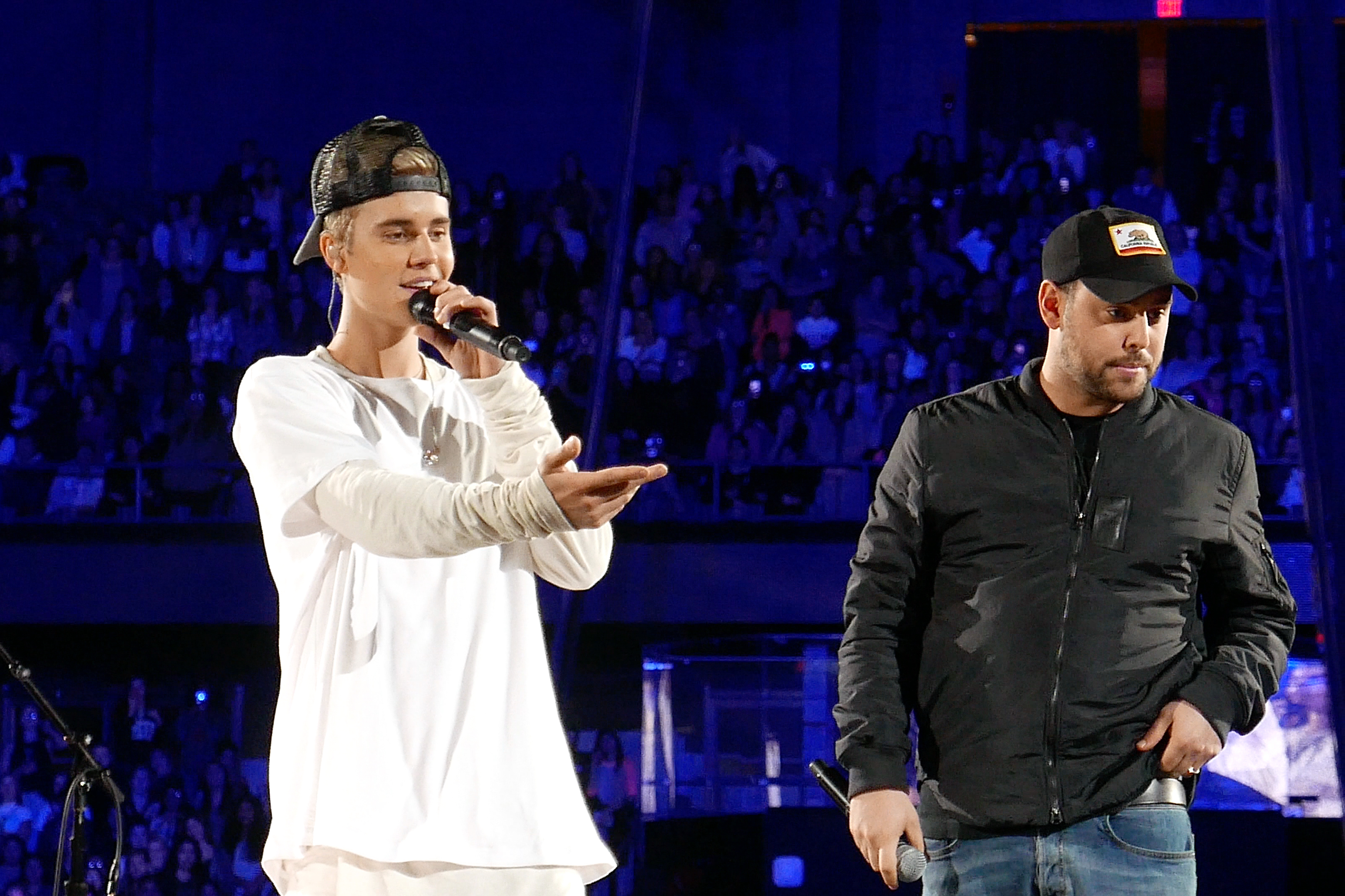
Бибер и его менеджер Скутер Браун в Розмонте, штат Иллинойс, в 2015 году

28 августа 2015 года Бибер представил сингл «What Do You Mean?», ставший ведущим треком его четвертого студийного альбома Purpose. Песня, сочетающая элементы тин-попа, электронной танцевальной музыки и акустического R&B, дебютировала на первой строчке Billboard Hot 100, что сделало Бибера самым молодым мужчиной, достигшим этого результата. Кроме того, трек установил рекорд по скорости подъема на вершину чарта iTunes в США, заняв первое место менее чем за пять минут. В сентябре Бибер принял участие в записи трека «Maria I’m Drunk» с альбома Rodeo Трэвиса Скотта. Второй сингл с Purpose, «Sorry», вышел 23 октября и после восьми недель на второй позиции в Hot 100 в январе 2016 года возглавил чарт. Третий сингл, «Love Yourself», также достиг первого места. 8 марта 2016 года состоялся релиз четвертого сингла «Company». 
Сам альбом вышел 13 ноября 2015 года и дебютировал на первой строчке Billboard 200, став шестым релизом Бибера, возглавившим этот чарт. По итогам 2015 года пластинка заняла четвертое место в списке самых продаваемых альбомов в мире с тиражом 3,1 миллиона копий, а к июню 2016 года ее глобальные продажи достигли 4,5 миллиона. 11 ноября 2015 года Бибер анонсировал мировой тур Purpose World Tour, стартовавший 9 марта 2016 года в Сиэтле. 
13 мая 2016 года Бибер принял участие в записи трека «Juke Jam» для микстейпа Coloring Book рэпера Chance the Rapper. 22 июля того же года вышел его совместный сингл с группой Major Lazer и певицей MØ — «Cold Water», дебютировавший на второй позиции Billboard Hot 100. Это третий случай, когда песня Бибера стартовала со второго места, что позволило ему превзойти рекорд Мэрайи Кэри по количеству таких дебютов. В августе он записал совместный трек «Let Me Love You» с французским диджеем DJ Snake, достигший четвертой строчки Hot 100, а также принял участие в сингле Post Malone «Deja Vu», вошедшем в дебютный альбом последнего Stoney.  
Помимо музыкальной деятельности, Бибер появился в документальном фильме Bodyguards: Secret Lives from the Watchtower (2016). На 59-й церемонии «Грэмми» Purpose был номинирован в категориях «Альбом года» и «Лучший вокальный поп-альбом», а «Love Yourself» — за «Песню года» и «Лучшее сольное поп-исполнение».

### 2017—2019. Совместные релизы

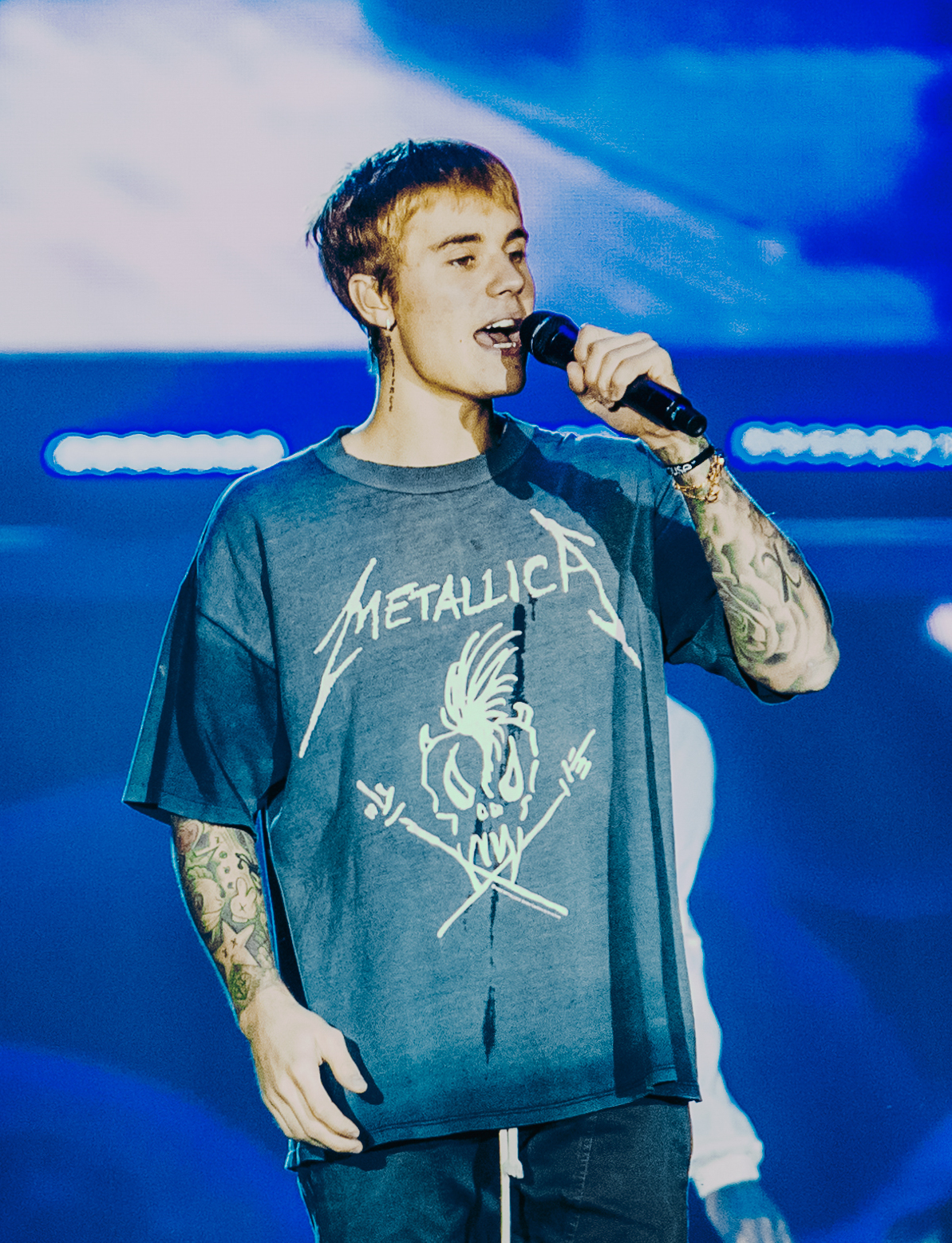
Выступление Бибера в Кракове в рамках Purpose World Tour в 2016

17 апреля 2017 года пуэрто-риканские исполнители Луис Фонси и Дэдди Янки выпустили ремикс на свою песню «Despacito» при участии Бибера, который впервые исполнил партию на испанском языке. Трек добился глобального успеха, побив многочисленные рекорды мировых чартов. В США он возглавил Billboard Hot 100, став второй в истории песней на смеси английского и испанского языков после «Macarena» (1996), достигшей аналогичного результата. Ремикс повторил рекорд по количеству недель на первом месте (16 недель) в истории Hot 100, а также установил новый рекорд для чарта Hot Latin Songs, оставаясь на вершине 56 недель.  Трек принёс Биберу единственную в карьере «Латинскую Грэмми».
28 апреля 2017 года вышел сингл DJ Khaled «I’m the One», записанный при участии Бибера, рэперов Quavo, Chance the Rapper и Lil Wayne. Трек дебютировал на первом месте Billboard Hot 100, став для Бибера вторым в карьере дебютным чарттоппером и четвёртым синглом, достигшим вершины чарта. Уже через неделю «Despacito» также поднялся на первую позицию, сделав Бибера первым в истории артистом, возглавлявшим Hot 100 дважды подряд с разными песнями. Помимо этого, «I’m the One» лидировал в чартах Hot Rap Songs и Hot R&B/Hip-Hop Songs. 9 июня французский диджей Дэвид Гетта выпустил трек «2U» при участии Бибера, сопровождаемый клипом, в котором модели Victoria’s Secret синхронизировали движения с текстом песни.  
24 июля Джастин объявил об отмене оставшихся концертов Purpose World Tour, сославшись на «непредвиденные обстоятельства». По данным Pollstar, турне стало одним из самых кассовых в 2016 и 2017 годах, собрав $257 млн при общей посещаемости 2,8 миллиона зрителей на 162 концертах. 17 августа Бибер выпустил сингл «Friends», созданный в сотрудничестве с американским продюсером BloodPop. 
На 60-й церемонии «Грэмми» трек «Despacito» получил три номинации: «Запись года», «Песня года» и «Лучшее поп-исполнение дуэтом или группой». Однако Бибер отказался от участия в шоу, заявив, что не будет появляться на церемониях до завершения работы над новым альбомом. Летом 2018 года состоялось его повторное сотрудничество с DJ Khaled — сингл «No Brainer», записанный при участии Chance the Rapper и Quavo. Композиция вошла в топ-5 Hot 100 и возглавила чарт Hot R&B Songs. Бибер также появился в сопровождающем трек клипе.
21 апреля 2019 года он без предварительного анонса выступил на фестивале «Коачелла», впервые за два года появившись на сцене и намекнув на скорый релиз нового альбома. Уже 10 мая вышел его совместный сингл с Эдом Шираном «I Don’t Care», включённый в альбом Ширана No.6 Collaborations Project. Ранее музыканты уже работали вместе: Ширан участвовал в создании «Love Yourself» и «Cold Water». Новая композиция стала мировым хитом, возглавив чарты в 26 странах и заняв второе место в США. Позже Бибер присоединился к ремиксу на песню Билли Айлиш «Bad Guy», выпущенный 11 июля.  
4 октября он совместно с кантри-дуэтом Dan + Shay представил трек «10,000 Hours», который достиг четвёртой строчки в Hot 100. Композиция провела 21 неделю на первом месте в Hot Country Songs. На 63-й церемонии «Грэмми» песня принесла ему вторую награду — в категории «Лучшее кантри-исполнение дуэтом или группой». 14 октября Бибер также установил ещё один рекорд, став самым юным мужчиной, проведшим в сумме 200 недель в первой десятке Billboard Hot 100.

### 2020—2021.Changes,JusticeиFreedom
24 декабря 2019 года Джастин объявил о выходе пятого студийного альбома и начале концертного тура в 2020 году. Первый сингл с альбома, «Yummy», был выпущен 3 января 2020 года и дебютировал на второй строчке Billboard Hot 100. В последний день 2019 года музыкант представил трейлер документального сериала «Джастин Бибер: Сезоны», состоящего из 10 эпизодов и выпущенного эксклюзивно на YouTube Premium. Проект охватывал различные аспекты его жизни: возвращение в музыку после перерыва, брак с Хейли Болдуин, работу над новым материалом и борьбу с болезнью Лайма. Сериал установил рекорд, набрав 32,6 млн просмотров за первую неделю и став самым популярным премьерным проектом в истории оригинальных проектов YouTube.  
28 января 2020 года в эфире шоу Эллен Дедженерес Бибер подтвердил, что альбом Changes выйдет 14 февраля. В преддверии релиза он представил промосингл «Get Me» при участии Кейлани, а 7 февраля выпустил второй официальный сингл — «Intentions», достигший пятой позиции в Hot 100. Сам альбом дебютировал на первом месте в чартах Billboard 200 и UK Albums Chart, благодаря чему Бибер стал самым молодым сольным исполнителем в истории, возглавившим американский хит-парад семь раз.  
8 мая 2020 года совместно с Арианой Гранде он выпустил благотворительный сингл «Stuck with U», сборы от которого были направлены в помощь медикам во время пандемии COVID-19. Композиция заняла первое место в Hot 100, став шестым чарттоппером Бибера. Летом того же года он принял участие в записи трека «Falling for You» с альбома CTV3: Cool Tape Vol. 3Джейдена Смита, а также снялся в клипе DJ Khaled на песню «Popstar». 6 ноября Бибер и Джей Бальвин приняли участие в ремиксе на хит 24kGoldn «Mood», а 20 ноября совместно с Шоном Мендесом представили песню «Monster», вошедшую в топ-10 Hot 100.
18 сентября 2020 года вышел сингл «Holy», записанный при участии Chance the Rapper и ставший первым предвестником шестого студийного альбома Бибера. Трек достиг третьей строчки Billboard Hot 100. Вслед за ним 15 октября был выпущен второй сингл — «Lonely», созданный в коллаборации с Бенни Бланко и занявший 12-е место в чарте. 1 января 2021 года музыкант выпустил третий сингл «Anyone», поднявшийся до шестой позиции в чарте. 14 февраля, в годовщину выхода Changes, Бибер дал виртуальный концерт Journals Live в партнёрстве с TikTok, впервые исполнив материал из своего альбома 2013 года Journals. Это мероприятие стало самым просматриваемым сольным живым выступлением в истории платформы. 26 февраля он анонсировал шестой альбом Justice, а 5 марта представил четвёртый сингл «Hold On», достигший 20-го места в Hot 100. 19 марта 2021 года состоялся релиз Justice и пятого сингла «Peaches», получивших в целом положительные отзывы критиков. Оба дебютировали на вершине Billboard 200 и Hot 100 соответственно, благодаря чему Бибер побил несколько рекордов. 
На Пасху 2021 года Бибер без предварительного анонса представил мини-альбом Freedom, вдохновлённый госпел-музыкой и состоящий из шести треков. 11 апреля Justice вновь возглавил Billboard 200 с преимуществом менее чем в 1000 единиц, став первым за более чем десятилетие полноформатным альбомом певца, удержавшимся на вершине чарта дольше одной недели. 10 мая DJ Khaled выпустил сингл «Let It Go с альбома Khaled Khaled» при участии Бибера и 21 Savage, а также представил клип с участием обоих исполнителей. 11 июня Бибер принял участие в записи трека «What You See» для альбома хип-хоп группы Migos Culture III. 9 июля вышел совместный сингл Бибера и The Kid Laroi «Stay», который дебютировал на третьей строчке Billboard Hot 100, а на четвёртой неделе поднялся на первое место, став восьмым чарттоппером певца в США. Этот трек также стал его 100-й записью, вошедшей в Hot 100, благодаря чему Бибер установил рекорд как самый молодой сольный артист, достигший этого рубежа. «Stay» также стал первой песней иностранного мужчины-исполнителя, покорившей все основные музыкальные чарты Южной Кореи (так называемое perfect all-kill), а в 2022 году — самым прослушиваемым треком в мире на Apple Music. 
24 июля Бибер выступил хедлайнером благотворительного шоу Freedom Experience на Соу-Фай Стэдиум в рамках акции 1DayLA в поддержку борьбы с COVID-19. 13 августа он выпустил ремикс на песню нигерийского исполнителя Wizkid «Essence», впервые попробовав себя в жанре афробитс. Коллаборации удалось войти в топ-10 Hot 100. Спустя неделю Бибер представил трек «Don’t Go», записанный вместе со Скриллексом и Don Toliver. 4 сентября он выступил хедлайнером фестиваля Made in America в Филадельфии. 8 октября вышел документальный фильм «Джастин Бибер: Наш мир», посвящённый подготовке к его новогоднему концерту 2020 года New Year's Eve Live — первому за три года. 29 октября Бибер выпустил кавер на рождественскую классику Бренды Ли «Rockin’ Around the Christmas Tree». 15 ноября он анонсировал международный этап своего тура Justice World Tour, стартовавшего 18 февраля 2022 года в Сан-Диего. 19 ноября Брайсон Тиллер представил сингл «Lonely Christmas» при участии Бибера и его давнего соавтора Poo Bear. 3 декабря вышел посмертный трек Juice WRLD «Wandered to LA» при участии Бибера, ставший вторым синглом с альбома Fighting Demons. 5 декабря певец выступил на церемонии закрытия Гран-при Саудовской Аравии в Джидде. В том же месяце альбом Justice получил 8 номинаций на 64-й ежегодной премии «Грэмми».

### 2022—н.в.Работа над седьмым альбомом
1 января 2022 года Бибер установил рекорд по количеству месячных слушателей на Spotify, достигнув отметки в 94,7 млн пользователей. Этот результат был превзойдён лишь год спустя The Weeknd. 4 февраля музыкант принял участие в дебютном студийном альбоме рэппера Beam, исполнив партию в треке «Sundown». 4 марта состоялся релиз совместного трека с нигерийским исполнителем Omah Lay под названием «Attention». 28 марта сингл «Ghost» с Justice достиг пятой позиции в Hot 100, став 20-м хитом Бибера, вошедшим в топ-5 этого чарта. 30 марта Бибер принял участие в записи трека «Up at Night» певицы Келани. 15 апреля без предварительного анонса он появился на сцене фестиваля «Коачелла», исполнив совместный номер с Дэниелом Сизаром. 29 апреля вышел сингл «Honest» (при участии Don Toliver), клип на который снял Коул Беннетт. 27 августа был выпущен эксклюзивный трек «Beautiful Love», созданный специально для игры Garena Free Fire. 
В январе 2023 года Бибер продал права на свои музыкальные публикации и доли в каталоге записей (включая все работы до конца 2021 года) компании Hipgnosis Songs Fund, аффилированной с Blackstone. Сумма сделки превысила $200 млн. По данным источников, музыкант отказался от хедлайнерского выступления на «Коачелле» 2023 года, сосредоточившись на работе над седьмым студийным альбомом. 24 февраля Don Toliver выпустил сингл «Private Landing» при участии Бибера и Фьючера, вошедший в альбом Love Sick. В следующем месяце Джастин присоединился к Don Toliver на международном хип-хоп фестивале Rolling Loud, где они представили песню. 15 сентября музыкант принял участие в записи трека «Moments» для альбома Дидди The Love Album: Off the Grid, а также выпустил акустическую версию сингла SZA «Snooze и появился в музыкальном клипе в роли возлюбленного певицы.  

### Наследие

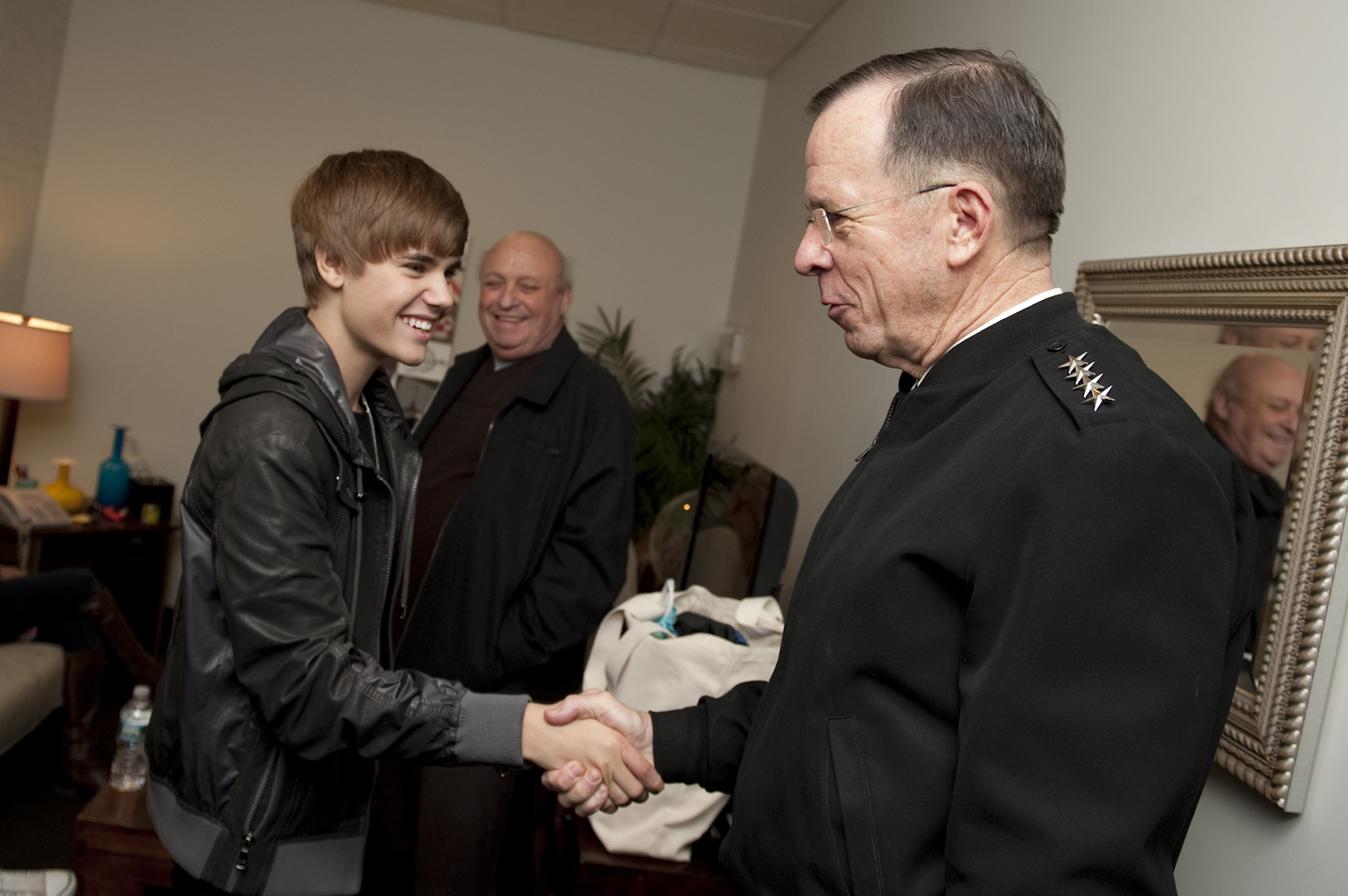
Бибер и председатель Объединённого комитета начальников штабов США Майк Маллен, 2011 год

### Публичный имидж

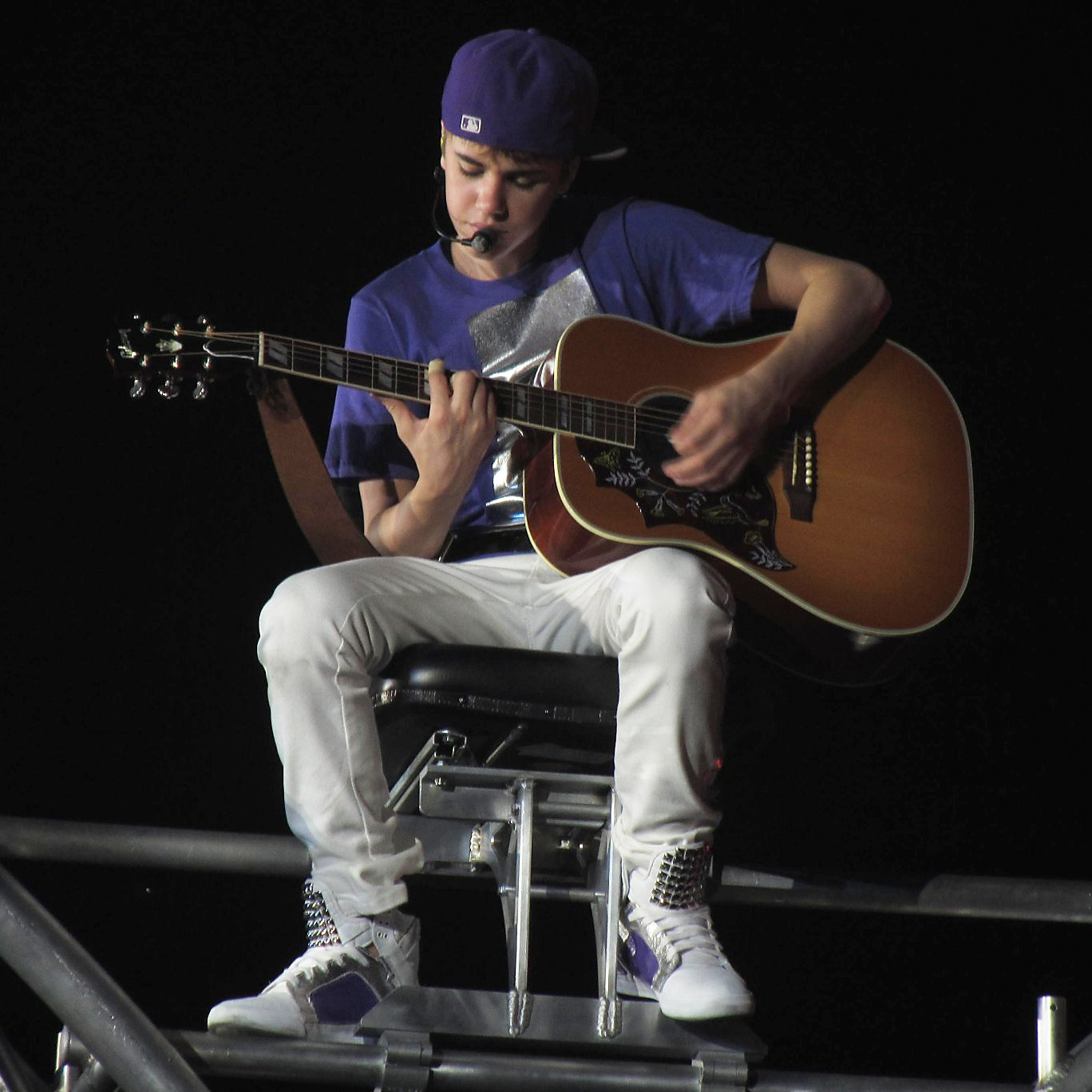
Выступление Бибера в Цюрихе в 2011 году. В начале карьеры он часто носил одежду фиолетового цвета

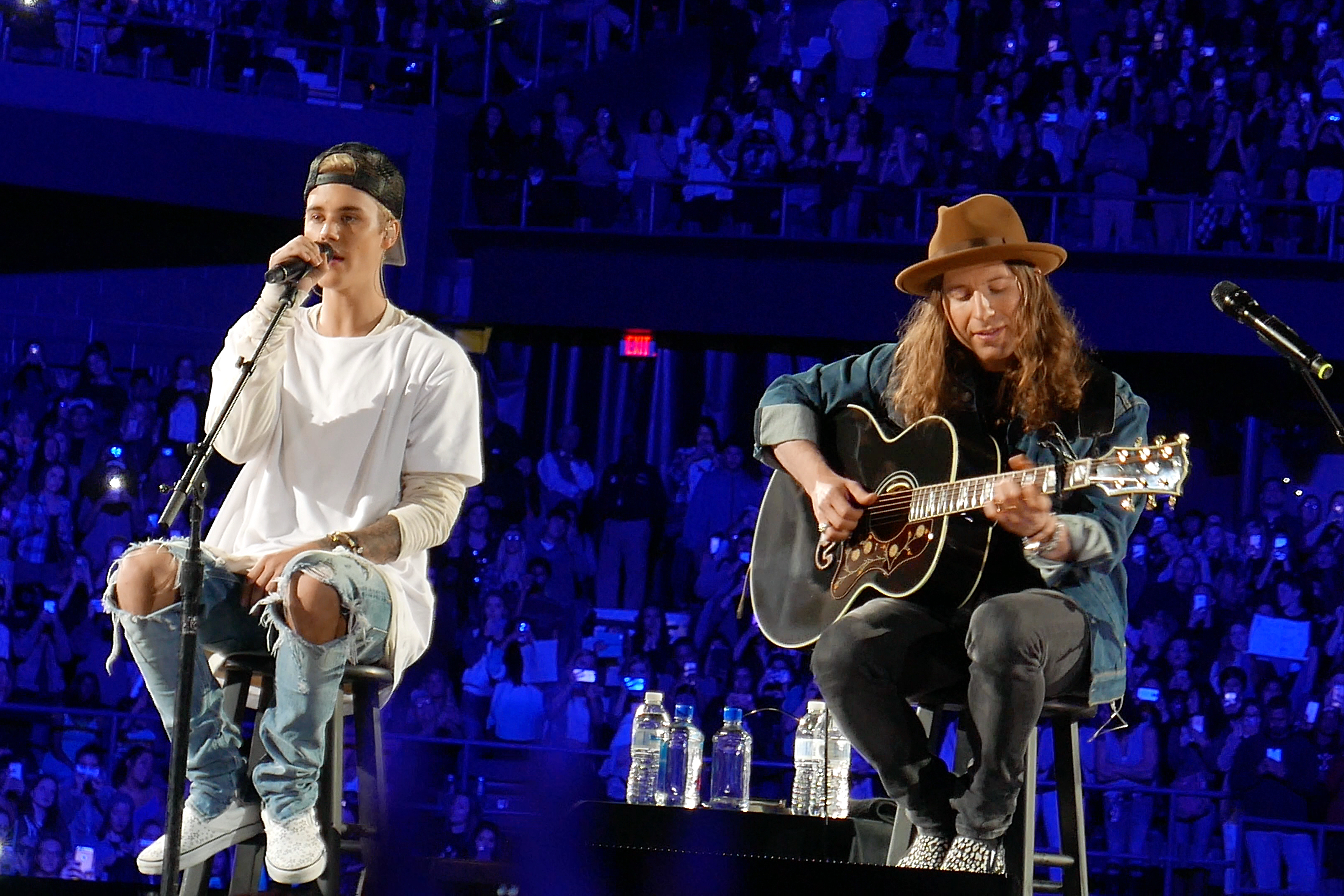
Бибер (слева) в рваных джинсах и кедах во время мирового турне Purpose World Tour

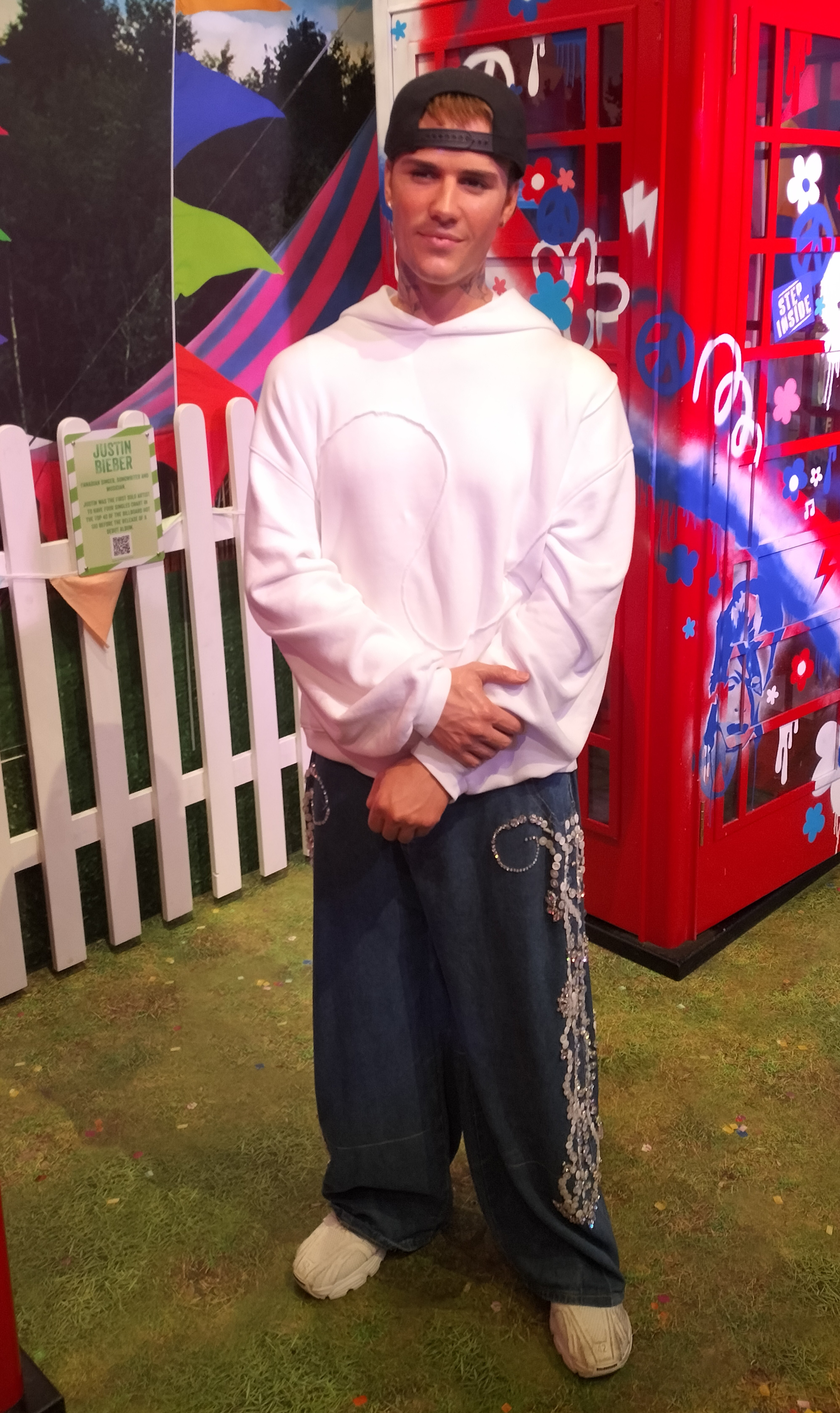
Восковая фигура Бибера в музее мадам Тюссо, Лондон

## Анализ творчества